# Степное (Хлебодаровская сельская община)
Степное (укр. Степне) — село в Волновахском районе Донецкой области Украины.
Население по переписи 2001 года составляло 799 человек.